# Amblyodipsas rodhaini
Amblyodipsas rodhaini är en ormart som tillhör släktet Amblyodipsas inom familjen stilettormar.

## Kännetecken
Arten är giftig.

## Utbredning
Ormen lever i södra Kongo-Kinshasa (Zaire).

## Levnadssätt
Beteendet är förmodligen som hos de andra arterna i släktet Amblyodipsas. Det är en grävande orm som äter andra mindre marklevande djur.